# (34690) 2001 FH161
2001 FH161 (asteroide 34690) é um asteroide da cintura principal. Possui uma excentricidade de 0.05837220 e uma inclinação de 10.51243º.
Este asteroide foi descoberto no dia 29 de março de 2001 por NEAT em Haleakala.